# NGC 4485
NGC 4485 (другие обозначения — UGC 7648, MCG 7-26-13, ZWG 216.7, KCPG 341A, ARP 269, VV 30, PGC 41326) — галактика в созвездии Гончие Псы.
Этот объект входит в число перечисленных в оригинальной редакции «Нового общего каталога».
Взаимодействует с галактикой NGC 4490. В паре обнаружены семь ультраярких рентгеновских источников.